# Jack Wilson (pugile)
Jack Wilson (Spencer, 17 gennaio 1918 – Cleveland, 10 marzo 1956) è stato un pugile statunitense.
Vinse la medaglia d'argento ai Giochi della XI Olimpiade del 1936, nei pesi gallo.

## Palmarès

### Olimpiadi
- 1 medaglia:
  - 1 argento (Berlino 1936 nei pesi gallo)